# Ботруньо
Ботру̀ньо (на италиански: Botrugno, на местен диалект Vitrùgna, Витруня) е малко градче и община в Южна Италия, провинция Лече, регион Пулия. Разположено е на 92 m надморска височина. Населението на общината е 2838 души (към 2012 г.).